# Canton de Sucy-en-Brie
Le canton de Sucy-en-Brie est une ancienne division administrative française située dans le département du Val-de-Marne et la région Île-de-France.
Le canton est supprimé lors du redécoupage cantonal de 2014 en France, et son territoire intégré dans le  canton de Saint-Maur-des-Fossés-2.

## Histoire
Le décret du 24 décembre 1984 crée le canton de Sucy-en-Brie, constitué par la seule commune de Sucy-en-Brie par démembrement du canton de Boissy-Saint-Léger, qui est désormais constitué de Boissy-Saint-Léger et de Limeil-Brévannes.
Un nouveau découpage territorial du Val-de-Marne entré en vigueur à l'occasion des premières élections départementales suivant le décret du 17 février 2014. Les conseillers départementaux sont, à compter de ces élections, élus au scrutin majoritaire binominal mixte. Les électeurs de chaque canton élisent au Conseil départemental, nouvelle appellation du Conseil général, deux membres de sexe différent, qui se présentent en binôme de candidats. Les conseillers départementaux sont élus pour 6 ans au scrutin binominal majoritaire à deux tours, l'accès au second tour nécessitant 12,5 % des inscrits au 1er tour. En outre, la totalité des conseillers départementaux est renouvelée. Ce nouveau mode de scrutin nécessite un redécoupage des cantons dont le nombre est divisé par deux avec arrondi à l'unité impaire supérieure si ce nombre n'est pas entier impair, assorti de conditions de seuils minimaux. Dans le Val-de-Marne le nombre de cantons passe ainsi de 49 à 25.
Dans ce cadre, le canton est supprimé, et son territoire attribué au canton de Saint-Maur-des-Fossés-2.

## Administration
| Période   | Période          | Identité                          | Étiquette    | Qualité |
| --------- | ---------------- | --------------------------------- | ------------ | --- |
| 1985      | 1995 (démission) | Jean-Marie Poirier                | UDF          | Journaliste Maire de Sucy-en-Brie (1964 → 2007) Ancien conseiller général du Canton de Boissy-Saint-Léger (1967-1976 et 1980-1985) Député de Seine-et-Oise (16e circ.) puis du Val-de-Marne (1962 → 1973) Sénateur du Val-de-Marne (1995 → 2004) Vice-Président du Conseil Général |
| 1996      | 1997             | Danielle de Valence de Minardière | UDF-FD       | Adjointe au maire de Sucy-en-Brie Suppléante du député Jean-Jacques Jégou |
| 1997      | mars 2010        | Marie-Carole Ciuntu               | UDF puis UMP | Avocate Maire de Sucy-en-Brie (2007 → 2023) Conseillère régionale (2010 → ) Suppléante du député Jacques-Alain Bénisti Démissionnaire, en raison de son élection au Conseil régional d'Île-de-France                                                                               |
| mars 2010 | 2015             | Jean-Daniel Amsler                | UMP          | Cadre bancaire Adjoint au maire de Sucy-en-Brie Conseiller départemental de Saint-Maur-des-Fossés-2 (2015 → ) |

## Composition
| Communes     | Population (2012) | Code postal | Code Insee |
| ------------ | ----------------- | ----------- | ---------- |
| Sucy-en-Brie | 24 812            | 94 370      | 94 071     |

## Démographie
| 1962   | 1968   | 1975   | 1982   | 1990   | 1999   | 2009 |
| ------ | ------ | ------ | ------ | ------ | ------ | ---- |
| 13 258 | 17 206 | 21 984 | 23 379 | 25 839 | 24 812 | -    |